# Stokeley
| Recensione | Giudizio |
| ---------- | -------- |
| NME        |          |
| Pitchfork  | 7.2/10   |

Stokeley (reso graficamente STOKELEY) è il primo album in studio del rapper statunitense Ski Mask the Slump God, pubblicato il 30 novembre 2018 dalla Republic Records.
L'album include le apparizioni di Juice Wrld, Austin Lam, Lil Baby e Lil Yachty.

## Antefatti
Ski Mask the Slump God pubblicò il suo album in studio di debutto Stokeley come successivo al mixtape Beware the Book of Eli. Nella tracklist iniziale, tra i vari featuring dell'album viene accreditato anche il rapper Young Thug, tuttavia non è stato incluso nel prodotto finale.
Il 13 agosto 2018, Ski Mask ha twittato un messaggio affermando che il suo nuovo progetto sarebbe stato rilasciato ad ottobre e che avrebbe avuto sedici canzoni in totale. Tuttavia, alla fine di ottobre, Ski Mask ha affermato di aver posticipato la pubblicazione dell'album fino a novembre per garantirne la qualità.
Il 31 ottobre 2018, Ski Mask ha annunciato il titolo dell'album sia in un post nella sua storia di Instagram, in cui ha anche dettagliato ciò che i fan dovrebbero aspettarsi dall'album, che su Twitter.
Il 18 novembre 2018, Ski Mask ha pubblicato la copertina dell'album, confermandone l'imminente uscita. Dieci giorni dopo, ha svelato la data di uscita dell'album e la tracklist ufficiale, riducendo il numero delle tracce dalle iniziali sedici a tredici.

## Tracce
1. So High – 2:29 (testo: Stokeley Goulbourne, Adrian Lau, Antonio Hernández, Elijah Rawk – musica: A. Lau, Tony Seltzer, Rawk)
2. Nuketown (feat. Juice Wrld) – 2:46 (testo: Stokeley Goulbourne, Eric Wall, Jarad Higgins – musica: Fresh ThPharmacy)
3. Foot Fungus – 2:09 (testo: Stokeley Goulbourne, Kenneth Blume III, Jahphet Landis – musica: Kenny Beats, Roofeeo)
4. La La – 2:27 (testo: Stokeley Goulbourne, Ronald Spence, Jr. – musica: Ronny J)
5. Unbothered – 2:18 (testo: Stokeley Goulbourne, Kenneth Blume III – musica: Kenny Beats)
6. Save Me, Pt. 2 (feat. Austin Lam) – 3:08 (testo: Stokeley Goulbourne, Austin Carlisle – musica: Fresh ThPharmacy)
7. Adults Swim – 1:46 (testo: Stokeley Goulbourne, Chase Rose – musica: ChaseTheMoney)
8. Far Gone (feat. Lil Baby) – 3:56 (testo: Stokeley Goulbourne, Shane Lindstrom, Rasool Diaz, Dominique Jones – musica: Murda Beatz, Sool Got Hits)
9. Get Geeked – 1:45 (testo: Stokeley Goulbourne, Ebony Oshunrinde, Brendon Binns, Robert Mandell – musica: WondaGurl, Binnz, G Koop)
10. Reborn to Rebel – 2:31 (testo: Stokeley Goulbourne, Lau, Hernandez, Madison Stewart – musica: A. Lau, Tony Seltzer, MadisonLST)
11. Faucet Failure – 2:25 (testo: Stokeley Goulbourne, Chase Rose, Kevin Gomringer, Tim Gomringer – musica: ChaseTheMoney, Cubeatz)
12. U and I – 1:52 (testo: Stokeley Goulbourne, Lau, Luis Bello – musica: RubiRosa, A. Lau)
13. Cat Piss (feat. Lil Yachty) – 2:46 (testo: Stokeley Goulbourne, Joshua Parker, Grant Decouto, Terence Williams, Miles McCollum – musica: OG Parker, Deko, Tee Romano)

## Formazione

### Musicisti
- Ski Mask the Slump God – voce, testi
- Juice Wrld – voce, testi (traccia 2)
- Austin Lam – voce, testi (traccia 6)
- Samaria – voce (traccia 6)
- Lil Baby – voce, testi (traccia 8)
- Lil Yachty – voce, testi (traccia 13)
- A Lau – testi (tracce 1, 10, 12), produzione, registrazione
- Antonio Hernandez – testi (traccia 1)
- Elijah Rawk – testi (traccia 1)
- Eric Wall – testi (tracce 2, 6)
- Snoop Dogg – testi (traccia 3)
- Chad Hugo – testi (traccia 3)
- Jahphet Landis – testi (traccia 3)
- Pharrell Williams – testi (traccia 3)
- Kenny Beats – testi (tracce 3, 5), produzione
- Edwin Morina – testi (traccia 4)
- Eric Mullegger – testi (traccia 4)
- Ronny J – testi (traccia 4), produzione
- Austin Carlile – testi (traccia 6)
- Melvin Leon Bass – testi (traccia 6)
- ChaseTheMoney – testi (tracce 7, 11), produzione
- Rasool Diaz – testi (traccia 8)
- WondaGURL – testi (traccia 9), produzione
- Madison Stewart – testi (traccia 10)
- Tony Seltzer – testi (traccia 10), produzione
- Cubeatz – testi (traccia 11), co-produzione
- Luis Bello – testi (traccia 12), produzione
- Terence Williams – testi (traccia 13)
- Deko – testi (traccia 13), produzione
- OG Parker – testi (traccia 13), produzione
- Tee Romano – testi (traccia 13), produzione

### Produzione
- Leighton "LG" Griffith – registrazione
- Alex Tumay – missaggio
- Thomas "Tillie" Mann – missaggio
- Joe LaPorta – mastering
- Elijah Rawk – produzione
- FreshThPharmacy – produzione, registrazione
- Roofeeo – produzione
- Murda Beatz – testi, produzione
- Sool Got Hits – co-produzione
- Binnz – co-produzione
- G Koop – produzione
- Madison LST – produzione

## Classifiche
| Classifica (2018)         | Posizione massima |
| ------------------------- | ----------------- |
| Australia                 | 35                |
| Belgio (Fiandre)          | 57                |
| Belgio (Vallonia)         | 182               |
| Canada                    | 11                |
| Danimarca                 | 22                |
| Finlandia                 | 25                |
| Irlanda                   | 38                |
| Nuova Zelanda             | 24                |
| Norvegia                  | 13                |
| Olanda                    | 27                |
| Regno Unito (album)       | 64                |
| Svezia                    | 24                |
| Svizzera                  | 75                |
| US Billboard 200          | 6                 |
| US Top R&B/Hip-Hop Albums | 4                 |